# Vojtěch Kovařík
Vojtěch Kovařík (* 2. listopadu 1993 Valašské Meziříčí) je český malíř a sochař.  

## Život

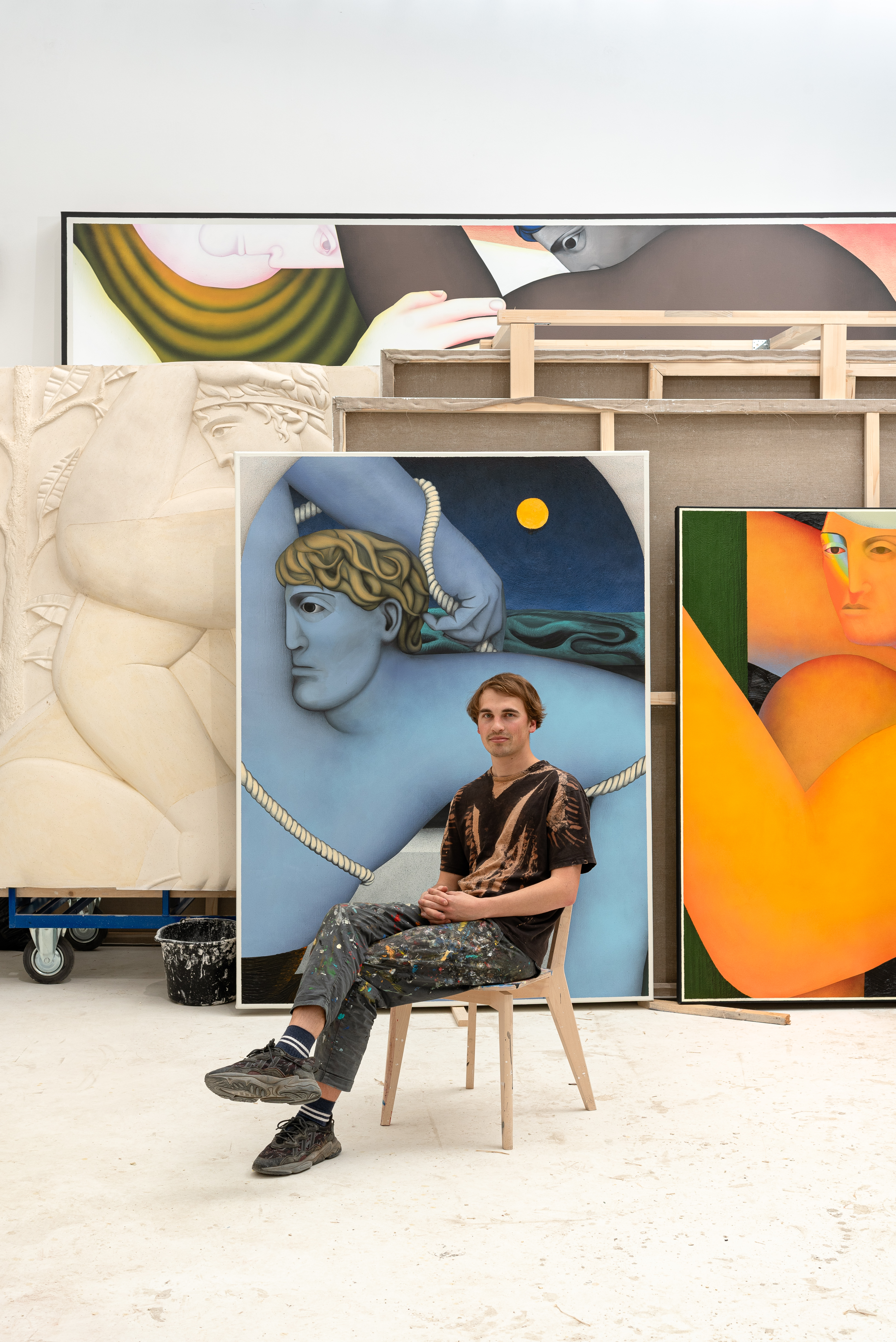
Vojtěch Kovařík ve svém ateliéru v Brně, 2024

V letech 2009-2013 vystudoval Střední uměleckoprůmyslovou školu v Uherském Hradišti, obor Výtvarné zpracování keramiky a porcelánu. Dále studoval na Fakultě umění Ostravské univerzity v Ostravě, kde v roce 2019 absolvoval v Ateliéru kresby u Josefa Daňka. Ve stejném roce vyhrál Cenu kritiky za mladou malbu. V letech 2019-2020 absolvoval zahraniční rezidence v Los Angeles, Palma de Mallorca a Londýně. Vystavuje v mnoha zahraničních galeriích či institucích, a aktivně se účastní uměleckých trhů (např. Art Basel, Frieze Art Fair).

## Dílo
Pro jeho tvorbu jsou ikonografie a mytologie zásadní. Jeho herkulovské postavy jsou zkroucené, zdánlivě poražené rámem plátna, vystavující na odiv svou modrou, zelenou a žlutou masu mezi rostlinným pozadím. Vojtěch Kovařík se nejprve vyučil keramikem a sochařem, později začal malovat jako samouk. Tato formace samouka ho vedla k míchání olejů, akrylů a barev ve spreji, což naznačuje reliéf v rovinném povrchu.
Jeho zveličování lidské anatomie vytváří pocit upřímnosti a naivity, zpochybňuje tradiční představu o fyzické síle a moci.
Od roku 2020 je zastupován galeriemi - Mendes Wood DM a Galerie Derouillon. Jeho díla jsou v mnoha světových sbírkách, např. LACMA, Bleinheim Art Foundation, Muzeum moderního umění města Paříže, Fondazione Sandretto Re Rebaudengo, Institute of Contemporary Art, National Gallery of Victoria, nebo v soukromých sbírkách v Česku, Evropě, Asii a Spojených státech amerických. V současné době patří mezi nejúspěšnější české umělce 21. století.

## Samostatné výstavy
- 2018
  - ARMAGEDON, Galerie OFF/FORMAT, Brno
- 2019
  - Landscapes of Muscle, Galerie Dukla, Ostrava
  - Heaven Hell Paradise, Galerie města Třinec, Třinec
  - Teample of Doom, Berlínskej Model, Praha
- 2020
  - Sadness & Beauty, NADA Miami, Galerie Derouillon, Paris
  - Villa Era, Mendes Wood DM, Vigliano Biellese
  - Hidden Garden, Galerie Derouillon, Paris
- 2021
  - Fiac OVR, Galerie Derouillon, Paris
  - In the Thickets of Unexplored Places, Mendes Wood DM, São Paulo
- 2022
  - Dusk of the Gods, Mendes Wood DM, New York
  - Destinies of Stone Faces, Galerie Derouillon, Paris
- 2023
  - The Labours of Hercules, Mendes Wood DM, Brussels
  - Lost in Time, Galerie Derouillon, Paris
- 2024
  - Under the Weight of the World, The Power Station, Dallas

## Vybrané skupinové výstavy
- 2018
  - 4 + 4 Days in Motion, Desfourský Palác, Praha
  - Tales of Talent, Galerie Wolfsen, Aalborg
  - Temporary Storeroom - Drawing: Case Study, PLATO Ostrava, Ostrava
- 2019
  - A Private Matter, LM Gallery, Latina
  - A Snake Without A Head Is Just A Rope, Sim Smith, London
  - Bracia, 18a Gallery, Warsaw
  - 12th Prize of Crique for Young Painting, Galerie Kritiků, Praha
- 2020
  - What Fruit it Bears, Peres Project, Berlin
  - A Very Long Wait, Newchild Gallery, Antwerp
- 2021
  - BT14: 14th edition Baltic Triennale, CAC, Vilnius
  - 1920 - 2020: Figures and Portraits, Massimo De Carlo, Milan
- 2022
  - ARS22: Living Encounters, Museum of Contemporary Art Kiasma, Helsinki
  - Fire Figure Fantasy: Selections from ICA Miami's Collection, Institute of Contemporary Art, Miami
- 2023
  - The Rings of Saturn, Galerie Derouillon, Paris